# Giuseppe Coverlizza
Giuseppe Coverlizza, detto Pino (Trieste, 4 agosto 1914 – Trieste, 16 dicembre 1945), è stato un calciatore italiano, di ruolo attaccante o interno.

## Biografia
Morì a 31 anni per un colpo di mitra esploso da un agente di polizia di orientamento fascista nel corso di una rissa di natura politica scoppiata una sera in un'osteria di San Giacomo.

## Carriera
Ha giocato in Serie A con le maglia di Triestina e Liguria.
Ha esordito in massima serie il 7 aprile 1935 in Alessandria-Triestina (3-0).